# Alfredo Duvergel
Alfredo Duvergel Adams también conocido como El Pulpo del Boxeo (Guantánamo, Cuba, 2 de abril de 1968) es un deportista olímpico cubano que compitió en boxeo, en la categoría de peso mediano y que consiguió la medalla de plata en los Juegos Olímpicos de Atlanta 1996.

## Palmarés internacional
| Juegos Olímpicos | Juegos Olímpicos         | Juegos Olímpicos | Juegos Olímpicos |
| Año              | Lugar                    | Medalla          | Prueba           |
| ---------------- | ------------------------ | ---------------- | ---------------- |
| 1996             | Atlanta (Estados Unidos) | Medalla de plata | Peso mediano     |